# Petersdorf (Bad Saarow)
Petersdorf (in basso sorabo Pětšojce) è una frazione del comune tedesco di Bad Saarow, nel Land del Brandeburgo.

## Amministrazione
La frazione è amministrata da un "consiglio locale" (Ortsbeirat) di tre membri e da un "presidente di frazione" (Ortsvorsteher).